# Alfons Olde Loohuis
Alfons Olde Loohuis (Oldenzaal, 2 mei 1951) is een Nederlands gewezen huisarts en zoönosen-expert.
Olde Loohuis was als huisarts in Herpen de eerste die in 2007 de Q-koorts-uitbraak in Nederland signaleerde.
Op grond van zijn ervaringen met die Q-koorts-uitbraak in Noord-Brabant hanteert hij vanaf 2010 als opleider van huisartsen een scenario van een epidemie, dat veel overeenkomst vertoont met de COVID-19-pandemie, die eind 2019 - begin 2020 realiteit is geworden.

## Opleiding
Na een jaar biologie studeerde Olde Loohuis van 1969 tot 1977 geneeskunde aan de Radboud Universiteit Nijmegen. Na stages als tropenarts en bij een agrarisch bedrijf, voltooide hij in 1980 de Huisartsopleiding Nijmegen (VOHA).

## Carrière
Olde Loohuis werkte van 1981 tot 2015 in de eigen duo-praktijk Huisartsenpraktijk Herpen. 
Vanaf 1998 is hij stafmedewerker van de huisartsopleiding van het Radboudumc; vanaf 2009 tot op heden werkt hij als medeoprichter voor het Brabantskennisnetwerk Zoönosen.
Voorts is hij sinds 2013 op persoonlijke titel actief als Olde Loohuis Medisch Adviseur Zoönosen, alsmede als Medisch Adviseur Q support.

## "Klein China"
De alertheid van Olde Loohuis op infectieziekten ontstond toen hij nog een huisartspraktijk in Herpen had. Rond 2007 zag hij meer en meer patiënten met - op het eerste gezicht - onverklaarbare klachten, zoals hoesten, koude rillingen, koorts, hoofdpijn, spierpijn, enz.
Het bleek Q-koorts te zijn, een zoönose, een ziekte die van dier op mens wordt overgedragen. Belangrijkste bron van besmetting bleken geitenhouderijen. Hoewel de bacterie niet van mens op mens werd overgedragen, raakten naar schatting enkele tienduizenden mensen in Zuid-Nederland besmet. Officieel vielen er 95 doden, maar aangenomen wordt dat het er in werkelijkheid veel meer waren. Verder kampen vele geïnfecteerden nog met een chronischevermoeidheidssyndroom.
Hoewel de Q-koorts-crisis zich enige tijd tot een hoofdpijn-punt voor het kabinet-Balkenende IV ontwikkelde, bleef de dramatiek hoofdzakelijk beperkt tot de regio ten zuiden van de grote rivieren. In tegenstelling tot de coronavirus-pandemie werd het nooit een enorm onderwerp.
Olde Loohuis wijt dat aan het gegeven dat we in een ‘global village’ leven: "Grenzen en afstanden tellen nauwelijks meer. Iedereen is overal en heeft contact met iedereen. Op de markt in Wuhan leven dieren en mensen op sommige plekken door elkaar heen. Op andere plekken, o.a. in Noord-Brabant, staan megastallen vol dieren in dichtbevolkte gebieden. Dat brengt mee dat zoonosen zich zullen blijven voordoen".
Het huidige coronavirus heeft vaste grond gevonden in Noord-Oost Brabant, in de vee-rijke regio waar ruim tien jaar geleden Q-koorts woekerde. Relatief veel mensen zijn er besmet geraakt. In een vroeg stadium van de uitbraak stond het regioziekenhuis Bernhoven in Uden onder hoogspanning.
Olde Loohuis: "We zijn hier 'Klein China', ik roep het al jaren. Heel dichtbevolkt en met veruit het meeste vee. Een sluitend bewijs is moeilijk te leveren, maar er lijkt er een link te bestaan tussen de verspreiding van het coronavirus en de omvang van de veestapel".
Hij benadrukt de urgentie van goede nazorg nadat de pandemie zal zijn ingedamd: "De impact van zo'n ernstige infectieziekte is enorm. Er is een soort leegte, waardoor je moeilijk weer je weg kunt vinden in het normale leven.
Alleen ex-patiënten kunnen vertellen hoe dat voelt."

## Initiatief huisartsenopleiding signalering infectieziekten
Olde Loohuis is ook verbonden aan de huisartsenopleiding in Nijmegen. Met behulp van een bevriende dierenarts, een game-ontwerper en zijn studenten ontwikkelde hij een educatief spel, dat inmiddels onderdeel uitmaakt van de Nederlandse huisartsenopleiding. Ratio is dat de studenten zich bewust worden van het latente gevaar van een virus.

## Onderscheidingen
- Olde Loohuis werd in 2014 benoemd tot Ridder in de Orde van Oranje-Nassau.

## Publicaties
- S. Berendsen, A.H.P. Hoffmann, A.G.M. Olde Loohuis & P.A.M. Overgaauw, Zoönosen in Huisartsenpraktijk, AccreDidact
- A.S. van Dam, J.A. van Loenhout, J.B. Peters, A. Rietveld, W.J. Paget, R.P. Akkermans, A. Olde Loohuis, J.L. Hautvast & J. van der Velden, 'A cross-sectional study to assess the long-term health status of patients with lower respiratory tract infections, including Q-fever', Epidemiology & Infection 2015, afl. 1, p. 48-54.